# Gurgler Ache
De Gurgler Ache is een circa zestien kilometer lange toevoerende rivier van de Ötztaler Ache in de Oostenrijkse deelstaat Tirol. De rivier ontspringt een kilometer ten zuidoosten van het Ramolhaus (3005 meter) en een dikke kilometer ten zuidwesten van de Langtaleregghütte (2430 meter) op ongeveer 2270 meter hoogte, waar de gletsjertong van de Gurgler Ferner gelegen is. Vandaar stroomt de rivier in noordelijke richting door het Gurgler Tal en neemt het smeltwater van de aan de westelijke zijde gelegen Fernerbänke en Küppelenalm op. Zo ontwatert het riviertje ook de Firmisanferner op de noordelijke flank van de 3490 meter hoge Firmisanschneide en de Ramolferner ten oosten van de 3349 meter hoge Kleiner Ramolkogel. Verder naar het noorden neemt de Gurgler Ache het water van de Putzach uit de Putzachkar op, evenals het smeltwater van de Manigenbachferner, het water uit de Rotmoosache en het smeltwater uit het Gaisbergtal, afkomstig van de Gaisbergferner. Net ten zuiden van Obergurgl voegt het water van de Tribesbach zich bij de Gurgler Ache, net ten noorden van dit dorpje stroomt de Lobbach in het riviertje. Tussen Poschach en Untergurgl voegt de Königsbach zich bij de Gurgler Ache. Een kilometer voor Zwieselstein is de Timmelsbach uit het Timmelstal de laatste rechterzijrivier van de Gurgler Ache, alvorens laatstgenoemde bij Zwieselstein (1470 meter) met de Venter Ache samenvoegt tot de Ötztaler Ache.,
- Gemeinsame Normdatei: 4469067-8
- Virtual International Authority File: 248713712